# Mystrium leonie
Mystrium leonie es una especie de hormiga del género Mystrium, familia Formicidae. Fue descrita científicamente por Bihn & Verhaagh en 2007.
Se distribuye por Indonesia. Se ha encontrado a elevaciones de hasta 750 metros. Vive en microhábitats como la hojarasca. También frecuenta bosques primarios.